# Polygonum tenoreanum
Polygonum tenoreanum là một loài thực vật có hoa trong họ Rau răm. Loài này được E.Nardi & Raffaelli miêu tả khoa học đầu tiên năm 1977.